# Xian Emmers
Xian Ghislaine Emmers (Lugano, Suiza, 20 de julio de 1999) es un futbolista belga. Juega como centrocampista y su equipo es el Rapid de Bucarest de la Liga I de Rumania. Es hijo del futbolista belga retirado Marc Emmers.

## Clubes
| Club                      | País         | Año       |
| ------------------------- | ------------ | --------- |
| Inter de Milán            | Italia       | 2016-2021 |
| U. S. Cremonese (cedido)  | Italia       | 2018-2019 |
| Waasland-Beveren (cedido) | Bélgica      | 2019-2020 |
| Almere City (cedido)      | Países Bajos | 2020-2021 |
| Roda JC Kerkrade          | Países Bajos | 2021-2022 |
| Rapid de Bucarest         | Rumania      | 2022-     |